# Élections législatives samoanes de 2006

Résultats des scrutins des élections législatives de 2006 Samoanes

Des élections législatives se sont tenues aux Samoa le 31 mars 2006. Il s'agissait de renouveler l'ensemble des 49 sièges de l'Assemblée législative monocamérale (Fono), à l'échéance du mandat de cinq ans de la législature élue en 2001.
Il y eut 210 candidats (dont 18 femmes) pour ces 49 sièges. 47 sièges sont réservés aux matai (chefs de famille) autochtones, élus au suffrage universel direct par les citoyens autochtones, par circonscription. Les deux autres sièges sont réservés à des députés non-autochtones, dits « électeurs individuels », élus au suffrage universel direct par les citoyens non-autochtones. Il y avait 79 284 électeurs inscrits,.
Le Parti pour la Protection des Droits de l'Homme (PPDH), parti du gouvernement du Premier ministre Tuilaepa Sailele Malielegaoi, fit campagne sur « ses réalisations passées, en mettant l'accent sur les progrès économiques réalisés par le pays et sur les 6 pour cent de croissance enregistrés en 2005 ». Le Parti démocratique samoan unifié (PDSU), principal parti d'opposition et héritier du Parti samoan pour le développement national, dirigé par Le Mamea Ropati, attira l'attention des électeurs sur « les soupçons de corruption pesant sur le gouvernement et sur le coût élevé de la vie ».
Le PPDH remporta une majorité absolue des sièges, avec 33 députés, tandis que le PDSU en obtint 10. Les autres partis (dont le Parti chrétien samoan de Tuala Tiresa Malietoa, ou le Parti samoan de Su'a Rimoni Ah Chong) n'en obtinrent aucun. En juillet et août, la Cour suprême invalida les résultats dans trois circonscriptions remportées par le PDSU, « pour cause de corruption ». De nouvelles élections eurent lieu pour ces trois sièges, qui - à la suite d'une scission dans le PDSU - furent remportés par le PPDH.
Ainsi, les résultats finaux furent les suivants :
| Parti | Parti                                          | Dirigeant                                     | Circonscription du dirigeant | Résultat                                  | Changement par rapport à 2001                                 |
| ----- | ---------------------------------------------- | --------------------------------------------- | ---------------------------- | ----------------------------------------- | ------------------------------------------------------------- |
|       | Parti pour la Protection des Droits de l'Homme | Tuilaepa Sailele Malielegaoi Premier ministre | Lepa                         | 36 députés                                | +8                                                            |
|       | Parti démocratique samoan unifié               | Le Mamea Ropati Chef de l'opposition          | Sogi                         | 7 députés                                 | -6 par rapport au Parti samoan pour le développement national |
|       | Parti populaire samoan unifié                  | aucun                                         | aucun                        | 0 député (parti dissous avant l'élection) | -1                                                            |
|       | Candidats sans étiquette                       | aucun                                         | aucun                        | 6 députés                                 | -1                                                            |